# Pago Senonago

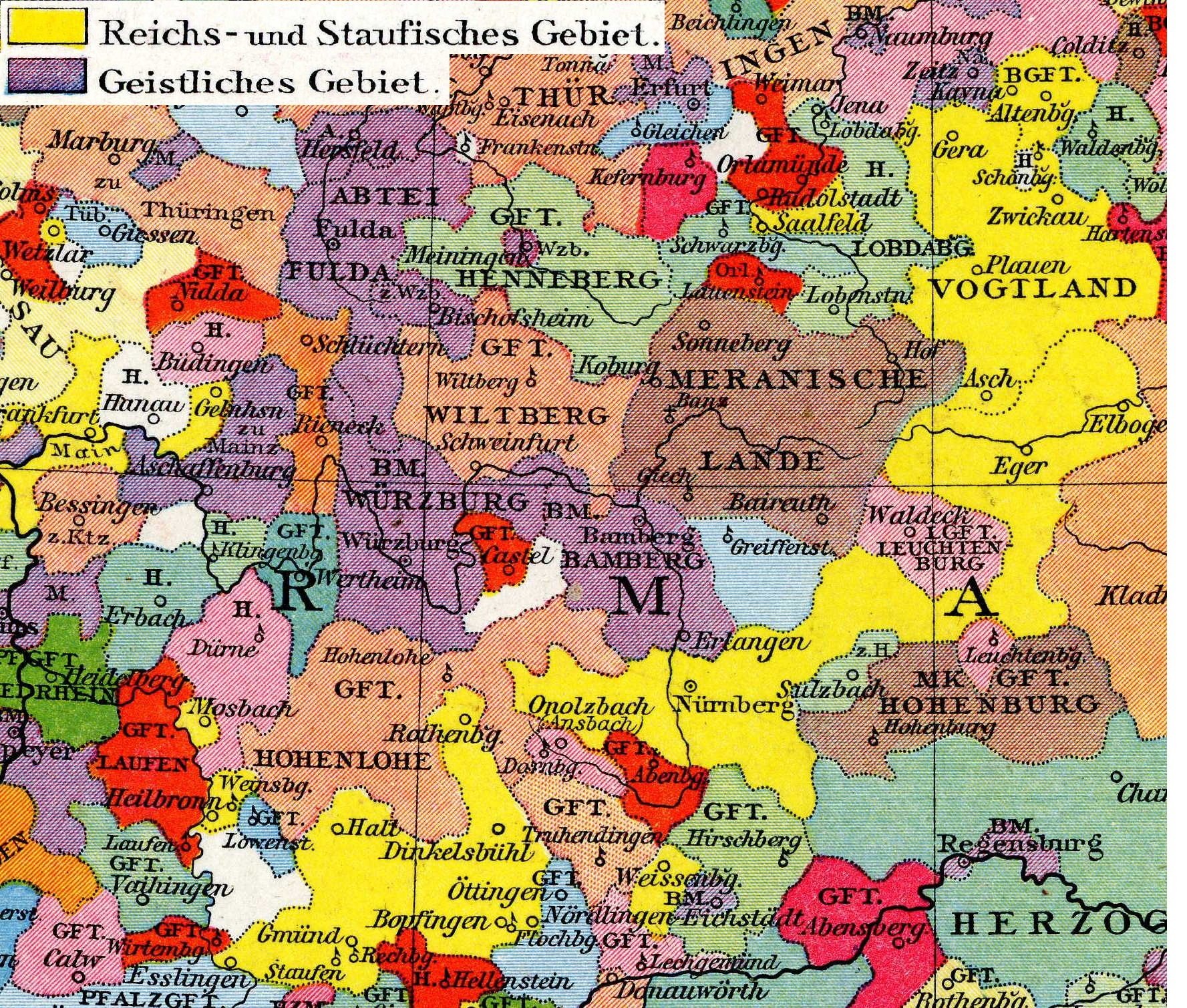
Německý slavista Heinrich Kunstmann přeložil pago Senonago jako území řeky Sály. S tímto územím se na východě překrývá území Sálského zákoníku (na mapě žlutě).

Pago Senonago či Sennonago (příp. pagus Senonagus, Senonacus atp.), překládáno nejčastěji jako „kraj senonský“, je ve Fredegarově kronice označení oblasti, z níž měl pocházet kníže Sámo.

## Města

### Sens
Vzhledem k tomu, že Sámo je v kronice označen za „franského kupce“, nejčastěji bývá pago Senonago spojováno s francouzským, galskými Senony založeným městem Sens jako významným centrem Franské říše a hlavním městem Senonie. Napomáhá tomu i podobnost s pozdějším výrazem pagus Senonicus, který okolí města Sens (senskou arcidiecézi) vskutku označuje; stejně jako skutečnost, že kronika byla sepsána v Burgundsku, celkem nedaleko Sensu.

### Soignies
Někdy je naopak uvažováno belgické město Soignies (Soniacus) v oblasti Sallande na řece Senne v Dolním Lotrinsku. Pokud byl Sámo Frank (nebo působící ve franských službách), pak mohl být Sálským Frankem právě z této oblasti. Tato úvaha, zastávaná především Belgičany, kteří variantu Sens důrazně rozporují, na druhou stranu nahrává kacířské myšlence, že ve skutečnosti nejde ani o Sens, ani o Soignies, ale o jiné, pravděpodobně jižněji umístěné sídlo.

## Oblasti

### Sundgau
Někteří francouzští autoři 19. století chápali Fredegarovu lokalizaci jako oblast Sundgau v jižním Alsasku. Právě Alsaské vévodství má s ději Sámovy doby úzkou souvislost; nachází se zde také město Cernay/Sennheim (Sànne, Senne). Posléze zde sv. Gondelbert, bývalý senský biskup, založil benediktinské opatství Senones, či vévoda Adalrich klášter Hohenburg.

### Povodí Sály
Lze-li v kraji senonském vidět oblasti obývané Senony nebo Semnony, pak se tato poněkud vágní určení pokusila upřesnit etymologická domněnka Heinricha Kunstmanna, který v pago Senonago tušil oblast kolem řeky Sály. Na území německých Franků se nicméně střetávají dvě prakticky stejnojmenná území: sálské (podle řeky Sály) a salické (podle Salického zákoníku (Lex Salica)). Terra Salica označuje dominikál, zboží osvobozené od léna (Freilehngut); slovo „Sala“ označuje obecně panství, zemanství. V ještě vágnějším významu Saal = vysoký sál, salon, hala (i Halle).

## Další návrhy
František Pluskal Moravičanský v roce 1883 určil pago Senonago jako Schongau v jižním cípu Bavorska, ovládaném v Sámově době Franky.
Josef Lacina v roce 1879 učinil z pago Senonago „kraj senový“, který spojil s žateckými Lučany. Jeho asociace (louka → žatva → seno) je z těch lacinějších; spíše než o seriózní myšlenku mu však šlo o vlastenecký námět.

## Podobné názvy
- Solothurn (Salodorum, Salingostadium) na Rýně – hlavní město stejnojmenného švýcarského kantonu
- Maria Saal (Selo, Selno) – obec v Korutanech poblíž Karnburgu. Selo znamená „sídlo“ či „sedlo“; podobného základu je např. i dolnoštýrská (slovinská) Celje
- Solin (Salona, Sulona) – město v Chorvatsku; prastaré biskupské sídlo (po zničení Avary kolem roku 640 bylo přeneseno do blízkého Splitu)
- Senj (Senia) – kromě Sensu nebo Senigallie (Sena Gallica) ve střední Itálii založili galští Senoni i město Senj na severozápadě Chorvatska
- Lublaň (Sennius, Semona) – slovinská metropole je v některých pramenech zmiňována jako Semona a v keltštině označována jako Sennius – podle řeky Sávy (řec. Σάος/Saos). V 7.–8. století se v oblasti kolem Senje i Lublaně střetávali, na pozadí bojů Slovanů s Avary, Langobardi s Bavory a Franky